# Marpessa Dawn
Marpessa Dawn, anche nota come Gypsy Marpessa Dawn Menor (Pittsburgh, 3 gennaio 1934 – Parigi, 25 agosto 2008), è stata un'attrice statunitense.

## Filmografia parziale

### Cinema
- Womaneater, regia di Charles Saunders (1958)
- Orfeo negro (Orfeu negro), regia di Marcel Camus (1959)
- Il tesoro dei barbari (El secreto de los hombres azules), regia di Edmond Agabra (1961)
- Le bal du comte d'Orgel, regia di Marc Allégret (1970)
- Traîté du rossignol, regia di Jean Flechet (1971)
- Bel ordure, regia di Jean Marboeuf (1973)
- Sweet Movie - Dolce film (Sweet Movie), regia di Dusan Makavejev (1974)
- Sept en attente, regia di Françoise Etchegaray (1995)

### Televisione
- Armchair Theatre – serie TV, un episodio (1958)
- Au théâtre ce soir – serie TV, un episodio (1966)
- Salle n° 8 – serie TV, 11 episodi (1967)
- Thibaud, il cavaliere bianco (Thibaud ou les Croisades) – serie TV, un episodio (1969)
- Les grands ducs – film TV (1982)